# Poliwoda
Poliwoda – rzekoma spolimeryzowana forma wody, która znalazła się w centrum naukowych dociekań i kontrowersji w latach 60. XX w. Później jej istnienie zostało wykluczone, natomiast samo pojęcie poliwody stało się przykładem patologii w rozwoju nauki.

## Historia badań
Nikołaj Fiediakin (ros. Николай Федякин), radziecki fizyk pracujący w małym, rządowym laboratorium naukowym w Kostromie na terenie obecnej Rosji, wykonał serię pomiarów fizykochemicznych wody, która była skraplana w cienkich kapilarach kwarcowych, a następnie przez nie przepuszczana. Niektóre wyniki sugerowały, jakoby udało się otrzymać nową odmianę wody o niższej temperaturze topnienia, wyższej temperaturze wrzenia i znacznie większej gęstość aniżeli „zwykła” woda.
O nietypowym zjawisku dowiedział się Boris Dieriagin (ros. Борис Дерягин), dyrektor laboratorium fizyki powierzchni z Instytutu Chemii Fizycznej w Moskwie. Udoskonalił on metodę wytwarzania tajemniczej substancji, wprawdzie w małych ilościach, ale znacznie szybciej niż w aparaturze Fiediakina. Badania wykazały, że nowa odmiana wody krzepnie w −40 °C, wrze w 150 °C lub wyższej, jej gęstość wynosi około 1,1 do 1,2 g/cm³. Wyniki zostały opublikowane w radzieckich czasopismach naukowych, lecz nie wzbudziły zainteresowania środowiska międzynarodowego.
W 1966 roku Dieriagin przybył do Anglii na konferencję w Faraday Society w Nottingham, gdzie zaprezentował swoje wyniki. Tym razem zostały one zauważone przez angielskich naukowców, którzy tajemniczą substancję nazwali anormalną wodą. Angielscy naukowcy rozpoczęli systematyczne badania, do których w 1968 roku przyłączyli się Amerykanie . Niektórzy eksperymentatorzy zdołali powtórzyć wyniki Dieriagina, a inni nie. Powstał szereg teorii próbujących wyjaśnić zjawisko. Niektóre z nich w anormalnej wodzie upatrywały powodów wzrostu oporu elektrycznego transatlantyckiego kabla telefonicznego, zaś inne sugerowały istnienie potencjalnego zagrożenia polegającego na przejściu zwykłej wody w anormalną w wyniku ich kontaktu, co przypominało wizję zagłady świata z powieści Kurta Vonneguta Kocia kołyska.
W tym czasie pojawiły się głosy kwestionujące istnienie poliwody. Większość głosów krytyki sugerowała, iż nietypowe właściwości otrzymywanej wody wynikają z jej zanieczyszczenia, lecz spotykały się one z oburzeniem badaczy przekonanych o poprawnym wykonaniu swoich eksperymentów. Jednocześnie Denis Rousseau z laboratoriów Bella przeprowadził badania swojego własnego potu pobranego po meczu w piłkę ręczną dowodząc, że posiada identyczne właściwości jak poliwoda. Zasugerował, jakoby ta ostatnia była jedynie zwykłą wodą zawierającą zanieczyszczenia biologiczne.
Pojawiła się kolejna fala badań – tym razem nastawienie eksperymentatorów było bardziej krytyczne. Analizy chemiczne wykazały, że rzekoma poliwoda zawiera inne substancje (skąd m.in. brały się zmiany jej temperatur topnienia i wrzenia w stosunku do zwykłej wody), natomiast badania z użyciem mikroskopu elektronowego ujawniły obecność w niej drobin krzemionkowych (pochodzących ze szkła) i fosfolipidów, które powodowały zwiększenie lepkości (pochodziły one prawdopodobnie ze smarów stosowanych w aparaturze).
Gdy próby uzyskania poliwody powtórzono w dokładnie wyczyszczonym sprzęcie laboratoryjnym, nietypowe właściwości wody „zniknęły”, przy czym nawet wcześniejsi badacze fenomenu przyznali, iż substancja najwyraźniej nie istnieje. Mimo wszystko upłynęło jeszcze kilka lat, nim zaakceptowali ten fakt uczeni radzieccy.
Denis Rousseau opisał historię poliwody, jako klasyczny przykład patologicznej nauki, w swojej publikacji na ten temat z 1992 roku.
Zauważono również, że sama idea poliwody powinna zostać odrzucona na gruncie teoretycznym. W myśl podstawowych praw termodynamiki wynika jasno, że wyższa temperatura wrzenia poliwody oznaczać musi jej wyższą stabilność termodynamiczną względem zwyczajnej wody. Z tego powodu cała woda powinna znajdować się naturalnie w tym stanie i przechodzić do niego spontanicznie. Richard Feynman zwrócił uwagę na fakt, że jeśli taki materiał by istniał, to powinny istnieć też żywe organizmy, które nie potrzebowałyby pożywienia, a energię uzyskiwały pijąc zwykłą wodę i wydalając poliwodę. Henry Bauer krytykuje jednak tę argumentację. Uważa też, że badacze poliwody postępowali prawidłowo, a odpowiedzialny za zjawisko poziom zanieczyszczeń był ówcześnie niemożliwy do wykrycia .

## Poliwoda w fikcji
Poliwoda stanowiła kanwę akcji dwóch odcinków Star Treka – w pierwszej serii w odcinku The Naked Time i powtórnie w serii The Next Generation w odcinku The Naked Now.
W Star Treku poliwoda tworzyła się w skrajnych warunkach grawitacyjnych, w trakcie rozpadu planet lub kolapsu gwiazd – czerwonych superolbrzymów – tworząc biały pył gwiezdny. Pył ten, po dostaniu się do organizmów humanoidalnych powodował zatrucie podobne w skutkach do picia alkoholu. Poliwoda powodowała też zatrucie pozytronowych mózgów androidów typu Soong, co spowodowało wadliwe funkcjonowanie robota Data. Zatrucie poliwodą było nazywane chorobą wirusa Psi 2000 (od nazwy planety, gdzie po raz pierwszy zetknięto się z tym zjawiskiem), gdyż początkowo sądzono, że jest ona wywołana jakimś nieznanym drobnoustrojem.
Opowiadanie Polywater Doodle autorstwa Howarda L. Myersa zostało opublikowane w lutym 1971 roku w antologii Analog Science Fiction and Fact.
Poliwoda była kanwą powieści szpiegowskiej A Report From Group 17 autorstwa Roberta C. O’Briena. W powieści poliwoda jest substancją umożliwiającą kontrolę zachowania i myśli ludzi.